# ۱۱ دسامبر
۱۱ دسامبر سیصد و چهل و پنجمین (در سال‌های کبیسه سیصد و چهل و ششمین) روز سال در گاه‌شماری میلادی است. ۲۰ روز تا پایان سال باقی‌است.

## رویداد
- ۱۷۹۲ – آغاز محاکمه لوئی شانزدهم، پادشاه فرانسه که در انقلاب فرانسه دستگیر شده بود.
- ۱۹۴۱ - جنگ جهانی دوم: آلمان و ایتالیا به ایالات متحده اعلان جنگ کردند.

## زادروزها
- ۱۲۷۱ – غازان خان، پادشاه ایران.
- ۱۸۹۶ – گئورگی ژوکوف، نظامی اهل شوروی.
- ۱۹۱۱ – نجیب محفوظ، نویسنده و نمایشنامه‌نویس مصری.
- ۱۹۳۱ – اشو، عارف، گورو و فیلسوف هندی.
- ۱۹۷۰ – ارکان پتک‌کایا، بازیگر اهل ترکیه.
- ۱۹۹۶ – هیلی استاینفلد، بازیگر و خوانندهٔ آمریکایی.
- ۲۰۰۱ – آرمل بلا-کوچپ، بازیکن فوتبال اهل آلمان.

## درگذشت‌ها
- ۱۲۸۲ - میخائیل هشتم، امپراتور بیزانس
- ۱۸۹۵ – الکساندر دوما (پسر)  نویسندهٔ فرانسوی

## مناسبت‌ها
- روز جهانی کوه[نیازمند منبع]